# Emissione Sepac
L'Emissione Sepac è un'emissione congiunta biennale di francobolli da parte dei paesi aderenti alla Small European Postal Administrations Cooperation (in sigla, SEPAC).

## Storia
Nella conferenza generale del 2006, i paesi membri della SEPAC hanno deciso di lanciare un'emissione di francobolli congiunta con cadenza biennale. Dal 2014 l'emissione è divenuta annuale.
Dal momento che l'Associazione sceglie il tema e poi ciascun paese lo sviluppa liberamente nella vignetta di un francobollo, tecnicamente si parla di emissione congiunta parallela.

Il tema scelto per le prime emissioni (2007, 2009 e 2011) è stato "Panorama".
I francobolli dei paesi partecipanti, oltre a essere venduti singolarmente, vengono venduti anche riuniti in un folder in cui sono riportate notizie sui paesi emittenti e a cui sono allegati dei coupon da inviare alle rispettive amministrazioni postali per ricevere informazioni e un omaggio filatelico.
Al folder è stato dato il titolo accattivante di Beautiful corner of Europe (Angoli belli d'Europa).

## Emissioni
| Data              | Tema         | Partecipanti | Francobollo |
| ----------------- | ------------ | --- | ----------- |
| 1º ottobre 2007   | Panorama I   | 11 amministrazioni: isole Åland, Fær Øer, Gibilterra, Groenlandia, Guernsey, Islanda, isola di Man, Jersey, Liechtenstein, Malta, Monaco              |             |
| 16 settembre 2009 | Panorama II  | 12 amministrazioni: isole Åland, Fær Øer, Gibilterra, Groenlandia, Guernsey, Islanda, isola di Man, Jersey, Liechtenstein, Lussemburgo, Malta, Monaco |             |
| 28 settembre 2011 | Panorama III | 12 amministrazioni: isole Åland, Fær Øer, Gibilterra, Groenlandia, Guernsey, Islanda, isola di Man, Jersey, Liechtenstein, Lussemburgo, Malta, Monaco |             |
| 24 settembre 2013 | Animali      | 12 amministrazioni: isole Åland, Fær Øer, Gibilterra, Groenlandia, Guernsey, Islanda, isola di Man, Jersey, Liechtenstein, Lussemburgo, Malta, Monaco |             |
| 2014              | Fiori        | 12 amministrazioni: isole Åland, Fær Øer, Gibilterra, Groenlandia, Guernsey, Islanda, isola di Man, Jersey, Liechtenstein, Lussemburgo, Malta, Monaco |             |
| 2015              | Cultura      | 12 amministrazioni: isole Åland, Fær Øer, Gibilterra, Groenlandia, Guernsey, Islanda, isola di Man, Jersey, Liechtenstein, Lussemburgo, Malta, Monaco |             |
| 2016              | Stagioni     | 12 amministrazioni: isole Åland, Fær Øer, Gibilterra, Groenlandia, Guernsey, Islanda, isola di Man, Jersey, Liechtenstein, Lussemburgo, Malta, Monaco |             |